# Scytalopus macropus
El churrín patudo, tapaculo de pata grande o churrín patón (Scytalopus macropus), es una especie de ave paseriforme perteneciente al numeroso género Scytalopus de la familia Rhinocryptidae. Es endémico de los Andes de Perú.

## Distribución y hábitat
Se distribuye por la pendiente oriental de los Andes centrales de Perú (desde el sur de Amazonas hasta Junín).
Es raro y local en el sotobosque musgoso de selvas húmedas de alta montaña y sus bordes, principalmente entre los 2400 y los 3500 m s. n. m. de altitud.